# Mel·lífer de Rotuma
El mel·lífer de Rotuma (Myzomela chermesina) és un ocell de la família dels melifàgids (Meliphagidae).

## Hàbitat i distribució
Habita la selva i boscos de l'illa de Rotuma, a l'arxipèlag de les Fiji.